# Lågprisflygbolag

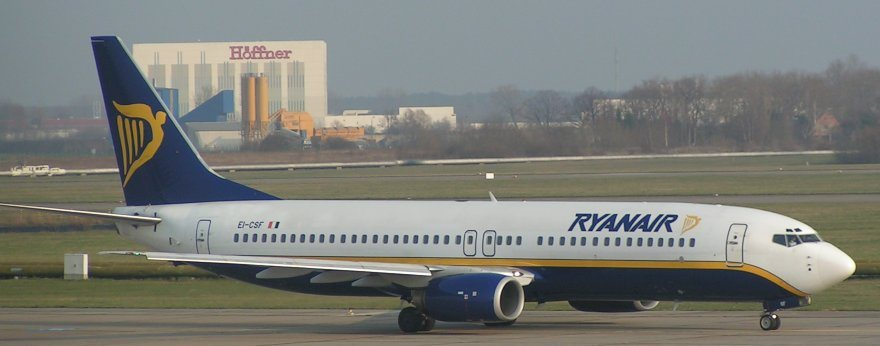
Ryanair Boeing 737-800

Ett lågprisflygbolag är ett flygbolag som erbjuder ett lågpriskoncept. Det normala är att det bara finns en passagerarklass och att inga måltider ingår i biljettpriset. Låga priser tack vare låga kostnader, därav den parallella egentliga benämningen lågkostnadsflygbolag. Low-cost carrier, no frills eller discount airline, som konceptet benämns på engelska, började ta fart i liten skala i början av 1970-talet med Southwest Airlines som en av de ledande.
Det är mycket vanligt att lågprisflyg till storstadsregioner inte trafikerar de flygplatser som ligger närmast stadskärnan utan utnyttjar mindre, mer avlägsna flygplatser med lägre landningsavgifter, till exempel Beauvais utanför Paris, Stansted utanför London och Skavsta utanför Stockholm.
I Europa är det Ryanair som har varit det drivande lågprisbolaget, dock med tuff konkurrens från EasyJet. I Skandinavien finns ett antal; vissa har kommit och gått och vissa finns kvar. Bland de större var danska Sterling Airways som gick från charterbolag till lågprisflygbolag och flög inrikes i Sverige samt till ett stort antal destinationer i Europa och runt medelhavet, dock gick bolaget i konkurs 29 oktober 2008. Ryanair tog då över ett stort antal av deras flygrutter. Ett annat framgångsrikt lågprisflygbolag är Norwegian som det senaste åren expanderat kraftig i bland annat Norge och Polen och som år 2007 köpte Fly Nordic från Finnair. Fly Nordic har efter det expanderat med ett stort antal europeiska destinationer från Arlanda.
På senare år har även en rad tyska och centraleuropeiska bolag bildats, till exempel Germanwings och Wizz Air.
Det har också vanligt att traditionella flygbolag startar eller köper egna lågprisflygbolag som dotterbolag. Ett exempel på det förra är Snowflake, som under en period var SAS lågprisflygbolag. Finnair startade Fly Nordic som senare såldes till Norwegian. Tyska Lufthansa äger 49 procent av Germanwings.